# Hein van Wijk
Jan Hendrik (Hein) van Wijk (Amsterdam, 2 juni 1907 - Haarlem, 28 mei 1981) was Eerste Kamerlid voor de PSP van 1966 tot 1974. Van Wijk zat in de Tweede Wereldoorlog in het verzet. Hij was advocaat te Haarlem en verdedigde veel dienstweigeraars. Van Wijk stond bekend als kleurrijk, zeer gevat en humoristisch spreker die (voor de Eerste Kamer) zeer veel vragen stelde. Hij kwam om het leven door een ongeluk waarbij een dronken automobilist hem aanreed terwijl hij op de brommer reed.

## Nevenfuncties
- afgevaardigde in de Internationale Raad van War Resisters' International (WRI) (internationale vredesorganisatie), tot 1981
- medewerker CCDW (Contact Commissie Dienstweigeraars), vanaf 1948

- Biografisch Portaal: 07888012
- Parlement.com: vg09lld6j3zq